# Earl Edward Anderson
Earl Edward Anderson, ameriški marinski vojaški pilot, general in odvetnik, * 24. junij 1919, Morgantown, Zahodna Virginija, ZDA, † 12. november 2015, Bethesda, Maryland, ZDA.
Anderson je do zdaj (2005) najmlajši aktivni častnik Korpusa mornariške pehote ZDA, ki je bil povišan v generala in zaenkrat edini marinski vojaški pilot, ki je bil povišan v generala. Med svojo 35-letno kariero je sodeloval v drugi svetovni, korejski in vietnamski vojni. Je tudi eden od 21 marincev, ki so dosegli čin štirizvezdnega generala.

## Življenje
V svojem rojstnem mestu je končal srednjo šolo. Nato je obiskoval West Virginia University, kjer je 1940 diplomiral iz znanosti.  
Junija 1940 je vstopil v Korpus mornariške pehote Združenih držav Amerike kot poročnik. Napoten je bil v Filadelfijo (Pensilvanija) na The Basic School.
Februarja 1941 je končal osnovno urjenje in bil poslan v Pomorsko šolo (marinska vojašnica Portsmouth (Virginija), kjer je služil kot inštruktor. Tu je ostal do maja, ko je bil premeščen na USS Yorktown, ki je bila v sestavi Atlantske patrulje.
Ob začetku druge svetovne vojne so Yorktown poslali na Tihi ocean, kjer je sodelovala v Marshall-Gilbertovi kampanji, napadu na Salamaua-Lae ter v bitki v Koralnem morju in za Midway. Anderson je bil na krovu Yorktowna, ko je bila le-ta potopljena pri Midwayu.
Potem je bil poslan v ZDA, kjer je sprva služil v MCB San Diego (Kalifornija) in nato z 2. marinsko divizijo.
Spomladi 1943 je bil poslan na letalsko urjenje v NAS Dallas (Teksas). Oktobra 1943 je končal šolanje v Pensacoli (Florida) in postal pomorski pilot. Njegova naslednja zadolžitev je bila inštruktor letenja v MCAS Edenton (Severna Karolina); tu je ostal do decembra 1944, ko je bil premeščen na Pacifik in postal poveljnik VMB 443. Potem je postal izvršni častnik pri marinski zračni skupini 61; v tej funkciji je služil na severnih Salomonovih otokih in Filipinih.
Novembra 1945 se je vrnil v ZDA, kjer je opravljal različne naloge; sprva je bil pri 2. marinskem letalskem krilu; študent na Command and Staff School, Šole KMP ZDA (Quantico, Virginija), superintendant vojaškega urjenja na Marine Aviation Technical Schools (Quantico); administrativni častnik Letalskega oddelka pri HQMC (Washington, D.C.) in administrativni pomočnik zračnega poveljnika pri HQMC.
Julija 1949 je bil premeščen v pisarno JAGa, kjer je služil v različnih položajih do poletja 1952. Nato je bil poslan v Zračno poveljstvo FMF Pacifik, kjer je bil izvršni častnik 16. marinski zračni skupini; to je opravljal do pomladi 1953, ko je bil poslan v Korejo.
V Koreji je bil poveljujoči častnik 6. marinskega opazovalnega skvadrona, nato pa pomočnik načelnika štaba G-1 1. marinskega zračnega krila. Po vrnitvi v ZDA je bil sprva izvršni, nato pa poveljujoči častnik 26. marinske zračne skupine. Maja 1956 je bil Anderson dodeljen Šolam KMP ZDA (Quantico), kjer je bil inštruktor. nato pa načelnik Zračne sekcije pri Marine Corps Educational Center.
Poleti 1959 je odšel na šolanje na Army War College (Carlisle Barracks, Pensilvanija); junija 1960 je diplomiral in bil postal štabni pravni častnik pri 3. marinskem zračnem krilu, kjer je ostal do julija 1961. Potem je prevzel poveljstvo 36. marinske zračne skupine (Santa Ana, Kalifornija); v času njegovega poveljevanja je zračna skupina sodelovala v več kot 13 različnih izkrcevanjih in vojaških vajah.
Junija 1963 je postal načelnik štaba Military Assistance Advisory Group (MAAG) v Vietnamu, kjer je služil na istem položaju do poletja 1964, ko se je vrnil v ZDA. V Vietnamu je tudi opravil tudi več kot 40 bojnih misij.
Anderson je nato postal koordinator Marinskega taktičnega podatkovnega sistemskega programa pri HQMC; tu je ostal do januarja 1966. Februarja je postal namestnik načelnika štaba (raziskave, razvoj in študije) pri HQMC. 
Decembra 1967 je bil poslan na Daljni vzhod, kjer je postal načelnik štaba 3. marinske amfibicijske sile v Vietnamu; tu je ostal do januarja 1968.
Po vrnitvi v ZDA je postal posebni pomočnik načelnika štaba Korpusa. Marca 1969 je postal namestnik direktorja za personalne zadeve pri HQMC.
1970 je zasedel marinski sedež v Odboru direktorjev pri Olimpijskem komiteju ZDA; marca 1971 ga je sekretar za obrambo ZDA postavil za člana Izvršnega komiteja pri Mednarodnem odboru za vojaški šport.
Julija 1971 je postal poveljujoči general Fleet Marine Force, Atlantik (Norfolk, Virginija).
1. aprila 1972 je postal pomočnik komandanta KMP ZDA. Julija 1975 se je upokojil.

## Napredovanja
- junij 1940 - poročnik
- december 1941 -  nadporočnik
- maj 1942 - stotnik
- maj 1943 - major
- julij 1949 - podpolkovnik
- oktober 1957 - polkovnik
- 3. januar 1966 - brigadni general
- 1. september 1968 - generalmajor
- junij 1971 - generalporočnik
- 31. marec 1972 - general

## Odlikovanja
- Distinguished Service Medal;
- legija za zasluge z bojnim V in dvema zlatima zvezdama kot simbola druge in tretje podelitve;
- Distinguished Flying Cross z zlato zvezdo kot simbolom druge podelitve;
- bronasta zvezda z bojnim V;
- Air Medal z eno srebrno zvezdo in dvema zlatima zvezdama kot simboli druge do osme podelitve;
- škrlatno srce;
- Presidential Unit Citation z eno bronasto zvezdo;
- Navy Unit Commendation z eno bronasto zvezdo;
- American Defense Service Medal z flotno ploščico;
- American Campaign Medal;
- Asiatic-Pacific Campaign Medal s štirimi bronastimi zvezdami;
- World War II Victory Medal;
- National Defense Service Medal z eno bronasto zvezdo;
- Korean Service Medal z eno bronasto zvezdo;
- Vietnam Service Medal z eno srebrno in bronasto zvezdo;
- National Order of Vietnam Medal (5th Class);
- Vietnamese Distinguished Service Order Medal (1st Class);
- Vietnamese Cross of Gallantry with Palm;
- Korean Chungmu Medal;
- United Nations Service Medal;
- Philippine Liberation Ribbon;
- Korean Presidential Unit Citation;
- Vietnamese Meritorious Unit Citation;
- Republic of Vietnam Campaign Medal s ploščico.

## Nazivi in naslovi
- Bachelor of Science degree and academic and military honors (1940, West Virginia University)[5]
- Master of Arts degree (?, West Virginia University)[5]
- Juris Doctor degree in law with highest honors (George Washington University)[5]